# おもろ
おもろとは、琉球方言語圏の中の沖縄と奄美地方で伝わる古い歌謡のことである。沖縄方言の「思い」が転訛した語である。14世紀末、中国大陸から三弦の伝来する以前に行なわれた歌曲の中心をなすもの。もっぱら、ノロ（巫女）や神職によって歌われたものが一般的に知られたが、王家の儀礼楽として節句などの儀式の時に首里城で歌われたものは「王府のおもろ」と呼ばれて神聖視され、秘密裏に伝承された。
尚真王代から尚豊王代に首里王府により編纂された歌謡集『おもろさうし』に多くのおもろが収められている。

## 概要
もともとはオモイ・ウムイと称していた。ウムイは「思ひ」の転訛であり、村落共同体の平和や繁栄の願いを神に申し上げるという呪術的詞章であったとされる。オモロとウムイは併用されており、形態や内容を同じくしていたが、オモロは中央の貴族語、ウムイは地方の平民語として伝承された。ウムイは沖縄固有の歌い方であるのに対して、オモロは仏教声明調のものが付与されていることから外来文化の影響を受けたと考えられる。
オモロが歌われた時代は、部落時代（5 - 6世紀）、按司時代（12 - 15世紀）、王国時代（15 - 17世紀）に大別できる。部落時代は神・太陽・天体賛美・祭礼など、按司時代は築城・造船・貢租・交易・按司礼賛など、王国時代は王の礼賛・建寺・植樹・王家中心の神歌などが主題となった。按司時代には「ゑさおもろ」、王国時代には「ゑとおもろ」が生まれた。 
文学の面からは、オモロは先行するウムイやクェーナとともに、呪詞ミセセル・オタカベに連なる叙事的歌謡であり、琉歌の母体と位置づけられる。歌形はクェーナ形式・オモロ形式・折衷形の3つに大別できる。表記はほとんどひらがなであり、表記法は複雑で、用語に古語や方言、当時の時代背景が反映されるため、一首の意味を掴むのは難しい。なお、オモロの作者は多少の例外を除いて不明である。

## 節
おもろは全て節をつけて歌われたと考えられる。一首ごとに節の名がついており、旋律はきわめて単純な楽句を反復するもので、手拍子のほかは伴奏楽器を用いない。節名は全部で301種、重複を整理すると節数は120に及ぶ。
「王府おもろ」は、「梵唄（声明）の如し」と評されたように「産み字」が多く、きわめて冗長となり、歌詞を耳で判別できないほどに変化している。そのため、外来の仏教音楽（声明）の影響を受けたもので、沖縄音楽とは異質な存在とされてきたが、比嘉悦子・金城厚らの研究により、沖縄市知花のウムイなどに類似した唱法があることが見出され、沖縄音楽の一つの流れとして位置づけられることが明らかになった。

## 近代以降
おもろは近代に入り衰え、稲穂祭り・唐船進水式・冠船戯・雨乞いなどにわずかに数首が歌われるのみであったが、明治以後王政廃止と共に全く見られなくなった。「王府おもろ」を伝えた「神歌主取」の安仁屋家の12代安仁屋真苅が伝承していた5曲6節を、琉球音楽史研究の先駆者・山内盛彬が採訪・伝承したものが唯一の記録で、1981年に沖縄県の無形文化財に指定された。安仁屋真苅の曾孫・安仁屋真昭が、晩年の山内盛彬より唱法を伝承している。
1894年、田島利三郎は初めて本格的なおもろ研究を行い、この研究成果を伊波普猷が引き継ぐ形で研究が進んだ。沖縄学の祖として知られる伊波普猷は、おもろや『おもろさうし』等について多くの著述を残しており、のちのおもろ研究に多大な影響を与えた。伊波の死後、仲原善忠はおもろ研究の方法論とおもろの解釈法を明確にした。
1999年、那覇新都心の地名「おもろまち」に採用され、沖縄都市モノレール線（ゆいレール）の駅名にもなっている（おもろまち駅）。